# Jean Valère
Jean Valère, nome d'arte di Jean Blum, (Parigi, 21 maggio 1925 – Parigi, 29 maggio 2017), è stato un regista francese.

## Biografia
Dopo aver partecipato alla resistenza nel Maquis du Vercors, dopo la liberazione della Francia e la fine della seconda guerra mondiale, iniziò a lavorare come assistente alla regia di famosi registi come Marcel Carné, Max Ophüls e André Cayatte. Nel 1956 iniziò poi a realizzare film come regista.

## Filmografia

### Regista

#### Cinema
- Paris la nuit, co-regia di Jacques Baratier - cortometraggio (1956)

- La sentenza (La Sentence) (1959)

- Desideri proibiti (Les Grandes personnes) (1961)
- Il triangolo del delitto (Le Gros Coup) (1964)
- La donna scarlatta (La Femme écarlate) (1969)
- Il fascino sottile della perversione (Mont-Dragon) (1970)
- La Baraka (1982)

#### Televisione
- Anatole - film TV (1966)

- Il était un musicien - serie TV, episodio 1x03 (1978)
- Vive la mariée - film TV (1985)

### Assistente alla regia

#### Cinema
- L'Arche de Noé, regia di Henry Jacques (1947)
- Le Destin exécrable de Guillemette Babin, regia di Guillaume Radot (1948)

- Sciopero in famiglia (Jo la Romance), regia di Gilles Grangier (1949)
- La Maternelle, regia di Henri Diamant-Berger (1949)
- Mademoiselle de la Ferté, regia di Roger Dallier (1949)
- La vergine scaltra (La Marie du port), regia di Marcel Carné (1950)
- Solo Dio può giudicare (Meurtres), regia di Richard Pottier (1950)
- Caroline chérie, regia di Richard Pottier (1951)
- Il piacere (Le Plaisir), regia di Max Ophüls (1952)
- Violette imperiali (Violetas imperiales), regia di Richard Pottier (1952)
- Teresa Raquin (Thérèse Raquin), regia di Marcel Carné (1953)
- Prima del diluvio (Avant le déluge), regia di André Cayatte (1954)
- Santarellina (Mam'zelle Nitouche), regia di Yves Allégret (1954)
- La bella Otero (La Belle Otero), regia di Richard Pottier (1954)
- Fascicolo nero (Le Dossier noir), regia di André Cayatte (1955)
- Gli assassini vanno all'inferno (Les Salauds vont en enfer), regia di Robert Hossein (1955)